# Aeroporto de Feira de Santana
O Aeroporto Governador João Durval Carneiro, ou simplesmente Aeroporto de Feira de Santana, (ICAO: SDIY, IATA: FEC) está localizado no município de Feira de Santana, estado da Bahia. Localizado no nordeste da cidade, é acessado pelo Anel Rodoviário no trecho Leste-Norte (Portal Princesa do Sertão/Cidade Nova) ligado pela Avenida Antônio Sérgio Carneiro. Está a 12 quilômetros do centro da cidade, podendo ainda ser acessado por ônibus coletivos do sistema municipal que partem do Terminal Central. O aeroporto possui também uma unidade fabril da Paradise Indústria Aeronáutica, que começou a operar em setembro de 2009 e também comporta uma escola de pilotagem de aviões, o Aeroclube de Feira de Santana.
Atende Feira de Santana e dezenas de cidades circunvizinhas da região metropolitana e área de influência, totalizando mais de 3 milhões de habitantes, o atual terminal de passageiros embora pequeno possui salas de embarque e desembarque, balcões de check-in, lanchonete, serviço de proteção de bagagens, serviço de táxi e estacionamento. O Aeroporto de Feira de Santana, tem se consolidado como importante polo no desenvolvimento econômico da cidade, além de ser uma das principais portas de entrada para o chamado Portal do Sertão onde turistas e pessoas de negócios tem acesso ao vasto sertão baiano a leste.

O Aeroporto foi fundado em 1985, mas jamais recebeu voos comerciais, apenas voos particulares, foi diversas vezes interditado pela ANAC, em 2011 começou os investimentos para modernização e reestruturação e coloca-lo como um aeroporto para voos regionais e de conexões, houve diversas etapas e em 2014 o aeroporto foi reinaugurado por completo e aberto a voos comerciais.

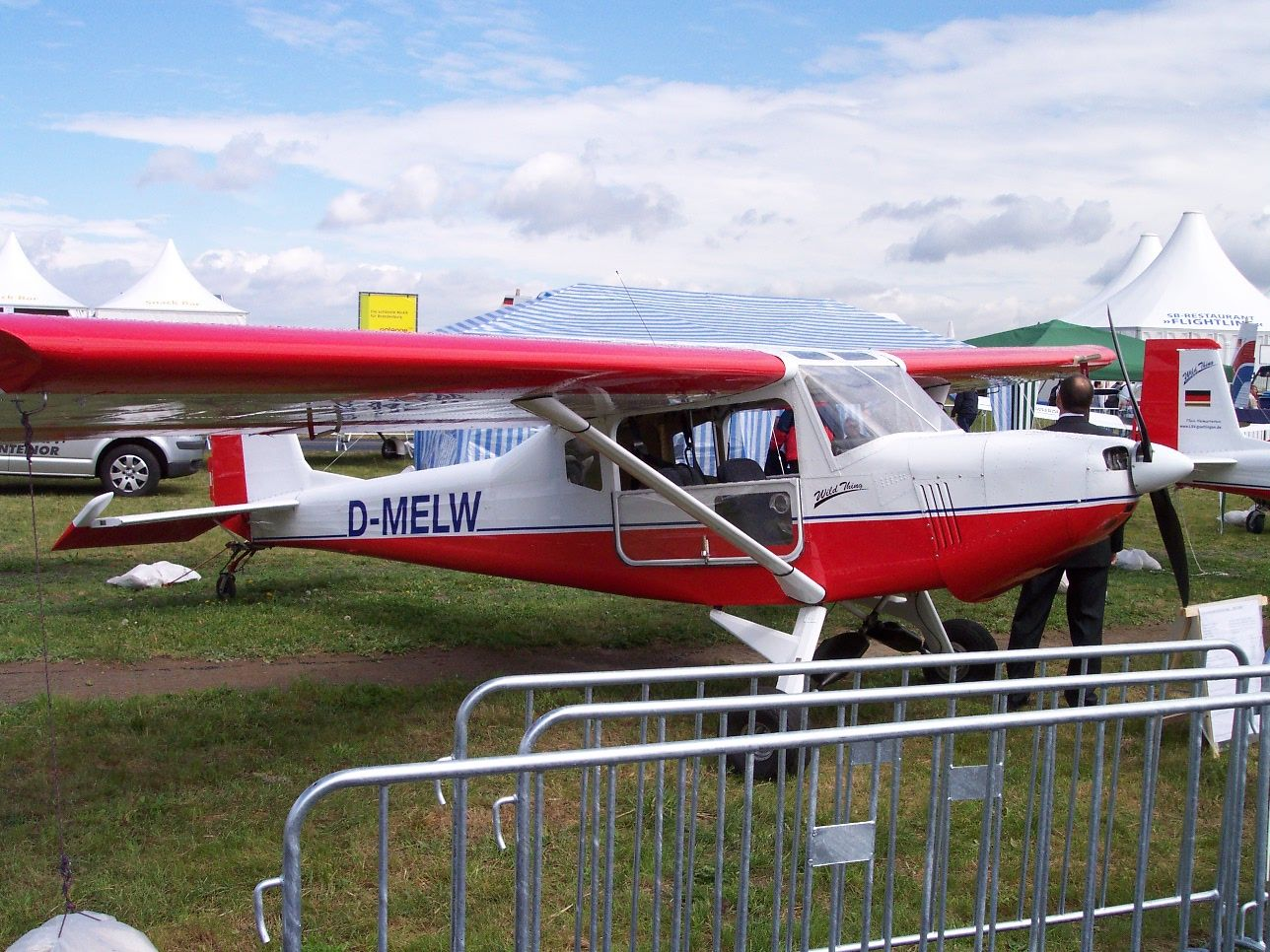
Monomotor produzido no Aeroporto de Feira de Santana

## Serviços
Alimentação/Lanchonete
- Isola dei Sapori

Locadora de Veículos
- Localiza

Agencia de Viagens/Turismo
- Veromundo

Órgãos públicos
- Polícia Militar
- Corpo de Bombeiros
- Polícia Federal

## Projetos futuros de ampliação
O Governo do Estado da Bahia, através da AGERBA, realizou em 2012 a licitação para concessão de exploração do aeroporto à iniciativa privada, sendo vencedor a sociedade de propósito específico AFS - Aeroporto de Feira de Santana S/A, formada pelas empresas UTC Engenharia e Sinart. O contrato foi assinado em 29 de maio de 2013. A concessão tem prazo de 25 anos, sendo de responsabilidade da concessionária a reforma e ampliação. 
O aeroporto começou com voos regionais para Salvador, Belo Horizonte e Vitória da Conquista, com conexões através do aeroporto de Salvador para diversas capitais do Brasil e outras cidades do mundo. A partir de fevereiro de 2015 estes voos foram extintos e a Azul Linhas Aéreas passou a operar apenas com um voo para Campinas, com 05 frequências semanais (segunda a sexta-feira) e com a utilização do jato da Embraer 190 e 195, em substituição ao modelo turboélice ATR 72. Os voos para Campinas permitem conexões para mais de 50 destinos nacionais e várias cidades da Europa e dos Estados Unidos. Em junho de 2015 foi retomado os voos diretos para Belo Horizonte, deixando Campinas em segundo plano como escala e destino final. Já em 2019, os vôos passaram a ser para Recife, depois que a Azul instalou seu Hub nordestino na capital pernambucana.
O Aeroporto Governador João Durval Carneiro já possui um projeto de ampliação pelo Governo Federal com a construção de uma nova pista, paralela à existente, de 2.750 metros por 45 de largura e com previsão de pouso de jatos de maior circulação nacional, além de aeronaves de carga. Além da construção de uma nova pista, o aeroporto de Feira terá um novo terminal de passageiros.